# 틸 탄타우
틸 탄타우(Till Tantau, 1975년~)는 뤼베크 대학의 컴퓨터 공학 이론 교수이다. 그는 프레젠테이션으로 널리 사용되는 LaTeX 클래스인 비머와 조판 그래픽으로 출판 업계에서 사용되는 PGF/TikZ 패키지를 만들었다.
틸 탄타우는 1999년과 2001년에 베를린 공과대학교에서 컴퓨터 공학 및 수학 학위를 취득했다. 그리고 2003년에 "유한 오토마타와 튜링 기계 가산성 클래스의 구조적 유사성" 논문으로 박사 학위를 취득했다.

## 같이 보기
- LaTeX
- 조판